# Кірепко Анатолій Павлович
Анатолій Павлович Кірепко (нар. 12 листопада 1973, Луцьк — український футболіст, що виступав на позиції півзахисника. Відомий за виступами за футбольні клуб «Волинь» у вищій лізі чемпіонату України.

## Клубна кар'єра
Анатолій Кірепко є уродженцем Луцька, і розпочав заняття футболом у ДЮСШ при місцевій команді майстрів «Волинь». Після нетривалих виступів у аматорському луцькому «Електрику» в 1990 році Анатолій Кірепко дебютував у основному складі «Волині» у буферній зоні другої ліги, й у першому своєму сезоні в команді майстрів зіграв 2 матчі. Наступного сезону молодий футболіст також не зумів пробитися до основного складу команди, і зіграв за луцький клуб також лише 2 матчі у другій лізі. Під час першого чемпіонату незалежної України Анатолій Кірепко грав у першості області за «Кооператор» із Ратного. У другому чемпіонаті незалежної України Анатолій Кірепко дебутує у складі лучан у вищій українській лізі, проте й далі не був гравцем основи, та зіграв за клуб лише 3 матчі чемпіонату. Наступного сезону Кірепко також не став гравцем основи клубу, і зіграв у вищій лізі лише 8 матчів, та покинув луцький клуб. Нетривалий час Анатолій Кірепко грав за аматорський клуб «Електрик-Енко» з Луцька, і після цього завершив кар'єру футболіста.

## Після завершення футбольної кар'єри
По завершенню виступів на футбольних полях Анатолій Кірепко став футбольним арбітром, і судить матчі обласної першості та місцевих футбольних турнірів у Луцьку та області.